# Lina Loos
Lina Loos (Viena, 9 de octubre de 1882 - ibídem, 6 de junio de 1950) nacida Carolina Catharina Obertimpfler fue una actriz y escritora casada en primeras nupcias con el arquitecto Adolf Loos.

## Biografía
Como actriz trabajó en New York, San Petersburgo, Leipzig, Frankfurt y Berlín bajo el nombre de Lina Vetter y, a su regreso, en el Cabaret Fledermaus. 
Su romance con Heinz Lang (1885-1904) motivó el suicidio del intelectual vienés y su exilio en Estados Unidos en 1905. Fue el tema de la obra Das Wort de Arthur Schnitzler, en la obra como "Frau Zack".
Hacia 1921 integró el elenco del Deutschen Volkstheaters en Viena, hasta 1938. Después de la guerra se afilió al Partido Comunista de Austria.

## Publicaciones en alemán
- Mutter. Drama. 1921
- Das Buch ohne Titel. Erlebte Geschichten. Viena 1947; ebd. 1997, ISBN 3-216-30209-1
- Wie man wird, was man ist. Lebens-Geschichten. Deuticke, Viena 1994, ISBN 3-216-30103-6
- Gesammelte Schriften. Hrsg. von Adolf Opel. Edition Va Bene, Viena 2003, ISBN 3-85167-149-X